# (23777) Goursat
(23777) Goursat est un astéroïde de la ceinture principale.

## Description
(23777) Goursat est un astéroïde de la ceinture principale. Il fut découvert le 23 août 1998 à Prescott (Arizona) par Paul G. Comba. Il présente une orbite caractérisée par un demi-grand axe de 2,95 UA, une excentricité de 0,09 et une inclinaison de 10,0° par rapport à l'écliptique.

## Compléments